# Středomoravský župní přebor 1971/1972
V soubojích 3. ročníku Středomoravského župního přeboru 1971/72 (jedna ze skupin 5. fotbalové ligy) se utkalo 14 týmů dvoukolovým systémem podzim - jaro. Tento ročník začal v srpnu 1971 a skončil v květnu 1972.
Po sezoně 1971/72 proběhla reorganizace krajských soutěží, župy byly zrušeny a došlo k obnovení krajských přeborů. Tímto zanikl i Středomoravský župní přebor (vznikl vyčleněním z Jihomoravského oblastního přeboru a Severomoravského oblastního přeboru, poprvé se hrál v sezoně 1969/70), obnoven byl až v pořadí 4. ročníkem v sezoně 1991/92. Po celou dobu své existence je jednou ze skupin 5. nejvyšší soutěže.

## Nové týmy v sezoně 1971/72
- Z Divize D 1970/71 nesestoupilo do Středomoravského župního přeboru žádné mužstvo.
- Ze skupin I. A třídy Středomoravské župy 1970/71 postoupila mužstva TJ Lokomotiva - Pramet Šumperk (vítěz skupiny A)[1] a TJ Vlárské strojírny Slavičín (vítěz skupiny B).[2]

## Konečná tabulka
Zdroj: 
| Poř. | Tým                                | Z  | V  | R | P  | VG | OG | B  |
| ---- | ---------------------------------- | -- | -- | - | -- | -- | -- | -- |
| 1.   | TJ Spartak Uherský Brod            | 26 | 17 | 2 | 7  | 62 | 32 | 36 |
| 2.   | TJ Gottwaldov „B“                  | 26 | 14 | 7 | 5  | 58 | 21 | 35 |
| 3.   | TJ Spartak PS Přerov               | 26 | 14 | 6 | 6  | 43 | 31 | 34 |
| 4.   | TJ Dolní Němčí                     | 26 | 11 | 8 | 7  | 43 | 37 | 30 |
| 5.   | TJ Spartak Hluk                    | 26 | 13 | 4 | 9  | 45 | 42 | 30 |
| 6.   | TJ Meochema Přerov                 | 26 | 12 | 5 | 9  | 60 | 32 | 29 |
| 7.   | TJ Sigma Hodolany                  | 26 | 12 | 4 | 10 | 39 | 31 | 28 |
| 8.   | TJ Vlárské strojírny Slavičín (N)  | 26 | 11 | 5 | 10 | 38 | 31 | 27 |
| 9.   | TJ Družstevník Ostrožská Nová Ves  | 26 | 10 | 6 | 10 | 46 | 51 | 26 |
| 10.  | TJ Jiskra Staré Město              | 26 | 11 | 3 | 12 | 49 | 50 | 25 |
| 11.  | TJ LET Kunovice                    | 26 | 9  | 6 | 11 | 37 | 46 | 24 |
| 12.  | TJ Slovan Černovír                 | 26 | 8  | 2 | 16 | 37 | 55 | 18 |
| 13.  | TJ Lokomotiva - Pramet Šumperk (N) | 26 | 5  | 2 | 19 | 26 | 69 | 12 |
| 14.  | TJ Spoje Olomouc                   | 26 | 4  | 2 | 20 | 30 | 85 | 10 |

Poznámky:
- Z = Odehrané zápasy; V = Vítězství; R = Remízy; P = Prohry; VG = Vstřelené góly; OG = Obdržené góly; B = Body; (S) = Mužstvo sestoupivší z vyšší soutěže; (N) = Mužstvo postoupivší z nižší soutěže (nováček)

|  | Postup do Divize D 1972/73                                 |
|  | Přechod do Jihomoravského krajského přeboru 1972/73        |
|  | Přechod do Severomoravského krajského přeboru 1972/73      |
|  | Sestup do I. A třídy Jihomoravského kraje – sk. C 1972/73  |
|  | Sestup do skupin I. A třídy Severomoravského kraje 1972/73 |